# Гальцовка
Гальцо́вка (рос. Гальцовка) — село у складі Зміїногорського району Алтайського краю, Росія. Входить до складу Барановської сільської ради.

## Населення
Населення — 337 осіб (2010; 392 у 2002).
Національний склад (станом на 2002 рік):
- росіяни — 95 %